# Rudi Völler
Rudolf Völler (Hanau, Hesse, 13 de abril de 1960), también conocido como Rudi Völler, es un exfutbolista, entrenador y director deportivo alemán. Actualmente forma parte del comité de accionistas del Bayer Leverkusen de la Bundesliga de Alemania . Su mayor logro como futbolista fue ganar el Mundial 1990 con la selección alemana, tras derrotar por 1-0 a la selección argentina en la final.

## Biografía como jugador
Völler fue uno de los mejores centrodelanteros alemanes de su generación, era un centrodelantero potente, con gran personalidad, técnica para dominar el balón, olfato de gol y gran disciplina táctica, que lo hizo triunfar en el mundo del fútbol.
Debutó en el TSV 1860 Múnich en 1980, convirtiendo 46 goles en 70 partidos. En 1982, mismo año en el que debutaría en la selección alemana, fue transferido al Werder Bremen, permaneciendo en el club hasta 1987. Durante esas cinco temporadas jugó 137 partidos en los que marcó 97 goles. Al ser transferido al AS Roma, logró la Copa de Italia en 1991, un año antes de ser transferido al Olympique de Marsella.
Con el club de Marsella consiguió la Copa de Campeones en 1993, antes de regresar en 1994 a su país natal, al integrar el plantel de Bayer 04 Leverkusen. Se retiraría en ese equipo en 1996 y comenzaría una carrera como entrenador, en la que llevaría a la selección alemana a la final de la Copa Mundial de Fútbol de 2002.

### Selección alemana
Völler disputó 90 partidos con la selección, anotando 47 goles para Alemania Occidental/Alemania en encuentros internacionales de nivel superior, compartiendo con su compañero en el ataque en dos mundiales: Jürgen Klinsmann, el tercer lugar de la calificación de mejores goleadores alemanes de todos los tiempos, superados solamente por Miroslav Klose, con 71 goles y Gerd Müller, con 68.
Con la selección consiguió ganar la Copa Mundial de Fútbol de 1990, anotando 3 goles (ante Yugoslavia y 2 a Emiratos Árabes) antes jugó la Copa Mundial de Fútbol de 1986, donde anotó 3 goles (ante Escocia, ante Francia en semifinales y anotando el 2-2 parcial en la final ante Argentina) y en la Copa Mundial de Fútbol de 1994, donde anotó 2 goles (los dos a Bélgica en octavos de final), en total en los 3 mundiales que jugó, anotó ocho goles. Disputó, además, las Eurocopas de 1984, 1988 y 1992.

### Participaciones en Copas del Mundo
| Mundial                        | Sede           | Resultado        |
| ------------------------------ | -------------- | ---------------- |
| Copa Mundial de Fútbol de 1986 | México         | Subcampeón       |
| Copa Mundial de Fútbol de 1990 | Italia         | Campeón          |
| Copa Mundial de Fútbol de 1994 | Estados Unidos | Cuartos de final |

### Participaciones en Eurocopa
| Torneo                | Sede      | Resultado             |
| --------------------- | --------- | --------------------- |
| Eurocopa 1984         | Francia   | Primera fase          |
| liga mx apertura 2002 | 🇲🇽 Mexico | Campeón Apertura 2002 |
| Eurocopa 1992         | Suecia    | Subcampeón            |

## Biografía como entrenador
Fue entrenador de la selección alemana entre 2000 y 2004, disputando la Copa Mundial de Fútbol de 2002, donde en gran campaña y en plena renovación del fútbol alemán, logró el subcampeonato, perdiendo la gran final ante el poderoso Brasil por 2-0. Estuvo a punto de lograr la hazaña del gran Franz Beckenbauer, que ganó la Copa del Mundo como técnico y como jugador. Decidió dimitir tras la eliminación en la Eurocopa 2004.
Posteriormente tuvo dos breves experiencias en el AS Roma y el Bayer Leverkusen.
Posteriormente, fue director deportivo del Bayer 04 Leverkusen. Actualmente es el director deportivo de la selección alemana aunque fue nombrado seleccionador interino tras la destitución de Hansi Flick. Volvió a su cargo de director deportivo tras el nombramiento de Julian Nagelsmann como nuevo seleccionador alemán.

### Participaciones en Copas del Mundo como entrenador
| Mundial                        | Sede                  | Resultado  |
| ------------------------------ | --------------------- | ---------- |
| Copa Mundial de Fútbol de 2002 | Corea del Sur y Japón | Subcampeón |

### Participaciones en Eurocopa como entrenador
| Torneo        | Sede     | Resultado    |
| ------------- | -------- | ------------ |
| Eurocopa 2004 | Portugal | Primera fase |

## Clubes

### Como jugador
| Club                  | País             | Año       | Partidos | Goles |
| --------------------- | ---------------- | --------- | -------- | ----- |
| Kickers Offenbach     | Alemania Federal | 1977-1980 | 73       | 18    |
| TSV 1860 Múnich       | Alemania Federal | 1980-1982 | 70       | 46    |
| Werder Bremen         | Alemania Federal | 1982-1987 | 137      | 97    |
| Roma                  | Italia           | 1987-1992 | 142      | 45    |
| Olympique de Marsella | Francia          | 1992-1994 | 73       | 28    |
| Bayer 04 Leverkusen   | Alemania         | 1994-1996 | 62       | 26    |

### Como entrenador
| Club                             | País     | Año       | PJ | G  | E  | P  | Efectividad |
| -------------------------------- | -------- | --------- | -- | -- | -- | -- | ----------- |
| Selección de Alemania            | Alemania | 2000-2004 | 56 | 29 | 11 | 13 | 58,33 %     |
| Bayer 04 Leverkusen              | Alemania | 2000      | 12 | 7  | 3  | 2  | 66 %        |
| AS Roma                          | Italia   | 2004      | 6  | 1  | 1  | 4  | 22 %        |
| Bayer 04 Leverkusen              | Alemania | 2005      | 5  | 2  | 1  | 2  | 46,67 %     |
| Selección de Alemania (Interino) | Alemania | 2023      | 1  | 1  | 0  | 0  | 100 %       |
| Total                            | Total    | Total     | 77 | 40 | 16 | 21 | 58,87 %     |

## Estadísticas
Datos actualizados al fin de la carrera deportiva.
| Kickers Offenbach · Alemania |               |               |     |     |    |    |    |     |     |      |      |
| 2.ª | 1976-77       | 6             | 1   | -   | -  | -  | -  | 6   | 1   | 0.17 |      |
| 2.ª | 1977-78       | 5             | 1   | -   | -  | -  | -  | 5   | 1   | 0.20 |      |
| 2.ª | 1978-79       | 29            | 11  | 1   | 2  | -  | -  | 30  | 13  | 0.43 |      |
| 2.ª | 1979-80       | 38            | 7   | 5   | 2  | -  | -  | 43  | 9   | 0.20 |      |
| Total club | Total club    | 78            | 20  | 6   | 4  | 0  | 0  | 84  | 24  | 0.28 |      |
| TSV 1860 Múnich · Alemania |               |               |     |     |    |    |    |     |     |      |      |
| 1.ª | 1980-81       | 33            | 9   | 2   | 1  | -  | -  | 35  | 10  | 0.28 |      |
| 2.ª | 1981-82       | 37            | 37  | 2   | 2  | -  | -  | 39  | 39  | 1.00 |      |
| Total club | Total club    | 70            | 46  | 4   | 3  | 0  | 0  | 74  | 49  | 0.66 |      |
| Werder Bremen · Alemania |               |               |     |     |    |    |    |     |     |      |      |
| 1.ª | 1982-83       | 31            | 23  | 1   | 2  | 4  | 5  | 36  | 30  | 0.83 |      |
| 1.ª | 1983-84       | 31            | 18  | 4   | 1  | 4  | 0  | 39  | 19  | 0.48 |      |
| 1.ª | 1984-85       | 32            | 25  | 4   | 1  | 2  | 0  | 38  | 26  | 0.68 |      |
| 1.ª | 1985-86       | 13            | 9   | 1   | 1  | 1  | 0  | 15  | 10  | 0.67 |      |
| 1.ª | 1986-87       | 30            | 22  | 1   | 0  | 1  | 0  | 32  | 22  | 0.68 |      |
| Total club | Total club    | 137           | 97  | 11  | 5  | 12 | 5  | 160 | 107 | 0.66 |      |
| AS Roma · Italia |               |               |     |     |    |    |    |     |     |      |      |
| 1.ª | 1987-88       | 21            | 3   | 7   | 2  | -  | -  | 28  | 5   | 0.17 |      |
| 1.ª | 1988-89       | 30            | 10  | 7   | 3  | 6  | 2  | 43  | 15  | 0.34 |      |
| 1.ª | 1989-90       | 32            | 14  | 6   | 2  | -  | -  | 38  | 16  | 0.42 |      |
| 1.ª | 1990-91       | 30            | 11  | 10  | 4  | 12 | 10 | 52  | 25  | 0.48 |      |
| 1.ª | 1991-92       | 30            | 7   | 3   | 0  | 4  | 0  | 37  | 7   | 0.18 |      |
| Total club | Total club    | 143           | 45  | 33  | 11 | 22 | 12 | 198 | 68  | 0.34 |      |
| Olympique de Marseille Francia |               |               |     |     |    |    |    |     |     |      |      |
| 1.ª | 1992-93       | 33            | 18  | 3   | 2  | 8  | 2  | 44  | 22  | 0.50 |      |
| 1.ª | 1993-94       | 25            | 6   | 4   | 0  | -  | -  | 29  | 6   | 0.20 |      |
| Total club | Total club    | 58            | 24  | 7   | 2  | 8  | 2  | 73  | 28  | 0.38 |      |
| Bayer 04 Leverkusen · Alemania |               |               |     |     |    |    |    |     |     |      |      |
| 1.ª | 1994-95       | 30            | 16  | 1   | 0  | 3  | 0  | 34  | 16  | 0.47 |      |
| 1.ª | 1995-96       | 32            | 10  | 5   | 2  | 2  | 2  | 39  | 14  | 0.35 |      |
| Total club | Total club    | 62            | 26  | 6   | 2  | 5  | 2  | 73  | 30  | 0.41 |      |
| Total carrera | Total carrera | Total carrera | 548 | 258 | 67 | 27 | 47 | 21  | 662 | 306  | 0.46 |
| (1) Incluye datos de la Copa de Alemania, Copa Italia, Supercopa de Italia. (2) Incluye datos de la Copa UEFA, Recopa de Europa. (3) No se consideran goles en encuentros amistosos. |               |               |     |     |    |    |    |     |     |      |      |

### Selección nacional
| Selección           | Año   | Amistoso | Amistoso | Eliminatorias | Eliminatorias | Eliminatorias EURO | Eliminatorias EURO | EURO | EURO | Mundial | Mundial | Total | Total |
| Selección           | Año   | PJ       | G        | PJ            | G             | PJ                 | G                  | PJ   | G    | PJ      | G       | PJ    | G     |
| ------------------- | ----- | -------- | -------- | ------------- | ------------- | ------------------ | ------------------ | ---- | ---- | ------- | ------- | ----- | ----- |
| Alemania · Alemania |       |          |          |               |               |                    |                    |      |      |         |         |       |       |
| 1982                | -     | -        | -        | -             | 1             | 0                  | -                  | -    | -    | -       | 1       | 0     |       |
| 1983                | 3     | 1        | -        | -             | 6             | 5                  | -                  | -    | -    | -       | 9       | 6     |       |
| 1984                | 6     | 3        | 2        | 0             | -             | -                  | 3                  | 2    | -    | -       | 11      | 5     |       |
| 1985                | 4     | 2        | 4        | 1             | -             | -                  | -                  | -    | -    | -       | 8       | 1     |       |
| 1986                | 4     | 4        | -        | -             | -             | -                  | -                  | -    | 6    | 3       | 10      | 7     |       |
| 1987                | 6     | 3        | -        | -             | -             | -                  | -                  | -    | -    | -       | 6       | 3     |       |
| 1988                | 4     | 0        | 2        | 2             | -             | -                  | 4                  | 2    | -    | -       | 10      | 4     |       |
| 1989                | 1     | 1        | 4        | 2             | -             | -                  | -                  | -    | -    | -       | 5       | 3     |       |
| 1990                | 6     | 4        | -        | -             | 1             | 1                  | -                  | -    | 6    | 3       | 13      | 8     |       |
| 1991                | 1     | 0        | -        | -             | 5             | 2                  | -                  | -    | -    | -       | 6       | 2     |       |
| 1992                | 5     | 2        | -        | -             | -             | -                  | 1                  | 0    | -    | -       | 6       | 2     |       |
| 1994                | 2     | 1        | -        | -             | -             | -                  | -                  | -    | 3    | 2       | 5       | 3     |       |
| Total               | Total | 42       | 21       | 12            | 5             | 13                 | 8                  | 8    | 4    | 15      | 8       | 90    | 46    |

## Palmarés

### Como jugador

#### Campeonatos nacionales
| Título      | Club      | País   | Año     |
| ----------- | --------- | ------ | ------- |
| Copa Italia | A.S. Roma | Italia | 1990/91 |

#### Copas internacionales
| Título                       | Club                  | País     | Año     |
| ---------------------------- | --------------------- | -------- | ------- |
| Copa Mundial de Fútbol       | Selección de Alemania | Italia   | 1990    |
| Liga de Campeones de la UEFA | Olympique de Marsella | Alemania | 1992/93 |